# Ruselizin
Ruselizin (EC 3.4.24.58, Russell's viper venomni faktor X aktivator, RVV-X, krvno-koagulacioni faktor X aktivacioni enzim, metaloproteinaza RVV-x, Vipera russelli proteinaza, Russell's viper krvno koagulacioni faktor X activator, RVV-V) je enzim. Ovaj enzim katalizuje sledeću hemijsku reakciju
Specifično aktivira nekoliko komponenti sistema zgrušavanja krvi, uključujući koagulacioni faktor X, koagulacioni faktor IX i protein C putem razlaganja -Arg- veza. Ne deluje na insulinski B lanac
Ovaj enzim je prisutanu venumu zmije Vipera russelli.

## Literatura
- Nicholas C. Price; Lewis Stevens (1999). Fundamentals of Enzymology: The Cell and Molecular Biology of Catalytic Proteins (Third изд.). USA: Oxford University Press. ISBN 019850229X.
- Eric J. Toone (2006). Advances in Enzymology and Related Areas of Molecular Biology, Protein Evolution (Volume 75 изд.). Wiley-Interscience. ISBN 0471205036.
- Branden C; Tooze J. Introduction to Protein Structure. New York, NY: Garland Publishing. ISBN 0-8153-2305-0.
- Irwin H. Segel. Enzyme Kinetics: Behavior and Analysis of Rapid Equilibrium and Steady-State Enzyme Systems (Book 44 изд.). Wiley Classics Library. ISBN 0471303097.

## Spoljašnje veze
- Russellysin на 